# Выджга, Ян Стефан
Ян Стефан Выджга (около 1610 — 6 сентября 1685) — римско-католический и государственный деятель Речи Посполитой, епископ луцкий (1655—1659) и вармийский (1659—1679), архиепископ гнезненский и примас Польши (1679—1685), подканцлер коронный (1675—1677), канцлер великий коронный (1678), историк.

## Биография
Представитель польского шляхетского рода Выджга герба «Ястржембец». Родился в львовском повете, сын подсудка львовского Яна Выджги и Софии Кемличевской.
Учился во львовском иезуитском коллегиуме, затем в Бельгии (Левёнский университет). Посетил Францию и Испанию, затем изучал богословие (теологию) в Италии. В Риме получил степень доктора теологии. После возвращения на родину получил чин каноника, вскоре стал препозитом львовской кафедры. Являлся секретарем польских королей Владислава IV и Яна II Казимира.
В 1652 году Ян Стефан Выджга был назначен референдарием великим коронным, затем стал секретарем великим коронным. С 1655 года — епископ луцкий. В 1658 году он стал каноником вармийского капитула, который избрал его в 1659 году на должность епископа вармийского. После отречения от престола короля Яна Казимира Вазы в 1668 году епископ Ян Стефан Выджга поддерживал кандидатуру Людовика де Бурбона, принца де Конде, на польский королевский трон.
В 1674 году был избран послом (депутатом) от Хелминского воеводства на элекционный сейм, где поддержал избрание Яна Собеского на польский престол. Выступал за укрепление королевской власти, способствовал полонизации прусских земель. Присоединил к Вармийскому епископству города Фромборк и Лидзбарк. В качестве епископа вармийского сотрудничал с новым королём Яном Собеским, который в 1675 году назначил его подканцлером коронным, а спустя два года — канцлером великим коронным. В 1679 году после внезапной смерти предшественника Анджея Олшовского Ян Стефан Выджга стал архиепископом гнезненским и примасом Польши.
В качестве епископа вармийского Ян Стефан Выджга реализовал многие строительные проекты. Был реконструирован епископский дворец во Фромборке, построен дворец епископа в замке Лидзбарке, реконструированы жилые помещения в коллегиате в Добре-Място, построен бернардинский монастырь в Сточке.

## Главное произведение
- Historia abo Opisanie wielu poważniejszych rzeczy, które się działy podczas wojny szwedzkiej w Krolestwie Polskim od… 1655 aż do roku 1660, brak miejsca wydania (wyd. 1662—1665); wyd. następne pt. J. S. Wydżga i jego pamiętnik…, wyd. K. W. Wójcicki, Warszawa 1852; wyd. (z rękopisu) K. W. Wójcicki Biblioteka starożytna pisarzy polskich, t. 5, Warszawa 1854, s. 151—208; przekł. łaciński w: Diarium Europaeum, t. 8; przekł. włoski Poliarco Micigno, niewydano; rękopis znajdował się w Bibliotece Św. Genowefy w Paryżu; zob. A. Przezdziecki Wiadomość bibliograficzna o rękopismach zawierających w sobie rzeczy polskie, Warszawa 1850, s. 153.